# Saint John Fisher Catholic High School
La St John Fisher Catholic High School (già nota come St John Fisher RC School) è una scuola secondaria situata a Peterborough, nel Cambridgeshire (Regno Unito).
La scuola, fondata nel 1956, oggi conta circa 750 studenti, di età compresa tra gli 11 ed i 18 anni.